# Pteris morii
Pteris morii är en kantbräkenväxtart som beskrevs av Genkei Masamune. Pteris morii ingår i släktet Pteris och familjen Pteridaceae. Inga underarter finns listade.